# Marc Werlen
Pour l’article homonyme, voir Werlen.
Marc Werlen, né le 12 janvier 1978 à Bienne, est un joueur professionnel suisse de hockey sur glace.

## Carrière en club
- 1996-1998 : Fribourg-Gottéron (Junior et Junior Élite A et LNA)
- 1998-2002 : Fribourg-Gottéron (LNA)
- 2002-2003 : Lausanne Hockey Club (LNA)
- 2003-2004 : Lausanne Hockey Club (LNA) et HC Olten (LNB)
- 2004-2005 : HC Olten (LNB)
- 2005-2007 : HC Bienne (LNB)
- 2007-2008 : Neuchâtel-Sports Young Sprinters HC (LNB) et HC Olten (LNB)

## Carrière internationale
Il représente la Suisse au cours des compétitions suivantes :
Championnat d'Europe junior
- 1996

Championnat du monde junior
- 1998

## Palmarès
- Champion Suisse LNB en 2006 et 2007 avec le HC Bienne